# Marc Renier
Marc Renier (Roulers, 28 de marzo de 1953) fue un ciclista belga, que fue profesional desde 1974 hasta 1981. Es hijo del ciclista Jérôme Renier y tío de Shaon Van Dromme, profesional entre 2002 y 2007.

## Palmarés
1974
- Circuito de las regiones flamencas

1975
- Circuito de la Bélgica central

1977
- Omloop van het Waasland

1980
- Vencedor de etapa en la Vuelta a Bélgica

1981
- Gullegem Koerse